# 合作
合作或协作（英語：Collaboration）是指一种由两个或兩個以上的个人或团体作为一个共同的目标而交集或在一起共同工作，举例说明：一个知识分子可以透過合作的关系而去分享知识，再经过学习和共识达到创作的目标。
研究指出，在面對企業彼此間存在競爭性的環境時，人們會變得更加樂於與同儕合作，「高風險、高收益」的情境會讓人變得更加合作，這被認為是演化心理所致。

## 脚注
1. ↑  Spence, Muneera U. "Graphic Design: Collaborative Processes = Understanding Self and Others." (lecture) Art 325: Collaborative Processes. Fairbanks Hall, 科瓦利斯俄勒岡州立大學. 2006年4月13日. 另見 （页面存档备份，存于）.
2. ↑  Rachel Ranosa. . Human Resources Director (HRD) (KM Business Information Australia Pty Ltd). 2018-09-26  [2023-12-25]. （原始内容存档于2023-12-25）.